# César Hinestroza
César Augusto Hinestroza Lozano (Zarzal, 20 novembre 1989) è un calciatore colombiano, difensore del Fortaleza C.E.I.F..

## Carriera

### Club
Ha giocato nella massima serie colombiana.